# ألفرد جورج هورتون
ألفرد جورج هورتون (بالإنجليزية: Alfred George Horton)‏ هو كاتب نيوزيلندي، ولد في 1843، وتوفي في 11 مارس 1903.